# پخش راه پلاسمودسمی

پخش راه دیواره یاخته در دیواره یاخته گیاهی با رنگ نارنجی و پخش راه پلاسمودسمی با رنگ آبی در پلاسمودسم یاخته گیاهی نشان داده شده‌اند.

پخش راه پلاسمودسمی قسمت داخلی پوسته یاخته گیاهی است که فرایند واپخش در آن آزادانه و از راه پلاسمودسم‌ها انجام می‌پذیرد. پلاسمودسماتا (مفرد: پلاسمودسم) کانال‌های میکروسکوپی هستند که در عرض دیوارهٔ سلولی سلول‌های گیاهی و برخی جلبک‌ها قرار دارند و موجب برقراری ارتباط بین سلول‌ها می‌گردند. موادی همچون سازه‌های پروتئینی و حتی جاندارانی همچون ویروس‌های ویژهٔ گیاهان برای جابه جایی در این پخش راه توسط اکتین که نوعی پروتئین کروی است که در همهٔ یاخته‌های یوکاریوتی یافت می‌شود حمل می‌شوند. در پخش راه پلاسمودسمی عامل حرکت تفاوت در جرم حجمی مواد موجود در سیتوپلاسم سلول‌های مجاور است، در نتیجه مواد محلول از مناطقی که میزان جرم حجمی آن مواد بیشتر است به مناطقی می‌روند که جرم حجمی آن مواد محلول کمتر است می‌روند. پخش راه پلاسمودسمی میان یاخته‌های ریشهٔ گیاهان وجود دارد که مواد محلول و آب از طریق آن از ریشه به آوند آبکش و سپس از طریق آوند آبکش به برگ‌ها می‌رسند تا برای واکنش نورخاست استفاده می‌شوند.